# Стефан Карађорђевић
Стефан Карађорђевић (Београд, 25. фебруар 2018) је најстарији син принца наследника Филипа Карађорђевића и принцезе Данице.

## Биографија
Стефан Карађорђевић је рођен у Београду 25. фебруара 2018. као први син принца Филипа Карађорђевића и принцезе Данице Карађорђевић. Његов деда је престолонаследник Александар Карађорђевић. Принц Стефан је трећи у реду наслеђа трона Краљевине Србије након свог деде престолонаследника Александра и оца принца Филипа. Припада осмој генерацији краљевске куће Карађорђевић.

## Крштење
Принц Стефан крштен је 15. децембра 2018. од стране Патријарха Иринеја у капели цркве Светог Андреја Првозваног у Дворском комплексу на Дедињу. Поред родитеља на крштењу су били присутни његов деда по оцу; престолонаследник Александар Карађорђевић, његова жена принцеза Катарина Карађорђевић; принцеза Марија да Глорија од Орлеана и Брагансе, бака по оцу; принцеза Ана од Бурбон Две Сицилије, крштена кума његовог оца принца Филипа; сликар Милан Циле Маринковић, деда по мајци и његова супруга, Стефанова бака по мајци Зорица Беба Маринковић и Маја Гојковић, председница Народне скупштине Републике Србије.
Крштени кумови малог принца Стефана били су његов стриц, брат близанац његовог оца, принц Александар Карађорђевић и дугогодишњи пријатељи принчевског пара, Петра Лазаревић и Душан Антуновић.

## Титуле и признања
- 25. фебруар 2018 – данас: Његово Краљевско Височанство Принц Стефан Карађорђевић

### Одликовања
- Орден Карађорђеве звезде, Велики крст (Краљевска кућа Карађорђевић).

### Хералдика
Лични грб принца Стефана, истоветан је грбу његовог оца принца Филипа Карађорђевића, „Штит: на црвеном штиту је бели двоглави орао у полету обе главе крунисане хералдичком круном Србије, кљуна, језика и ногу сребрних, а на грудима орла црвени штит са крстом до ивица између ког су четири оцила радним површинама окренутим ка усправној греди крста све бело а у дну штита два сребрна крина. Штит је крунисан хералдичком краљевском круном Србије.

## Родитељи
| име             | слика | датум рођења     |
| --------------- | ----- | ---------------- |
| Принц Филип     |       | 15. јануар 1982. |
| Принцеза Даница |       | 17. август 1986. |

## Напомена
Напомена: Садржај ове странице је написан према званичној биографији на наведеном сајту http://www.royalfamily.org Фотографије су такође са тог сајта, дозволу за коришћење овог материјала можете погледати овде.
Напомена: http://www.royalfamily.org/history/orders3_yu.htm,